# Felix Pino von Friedenthal

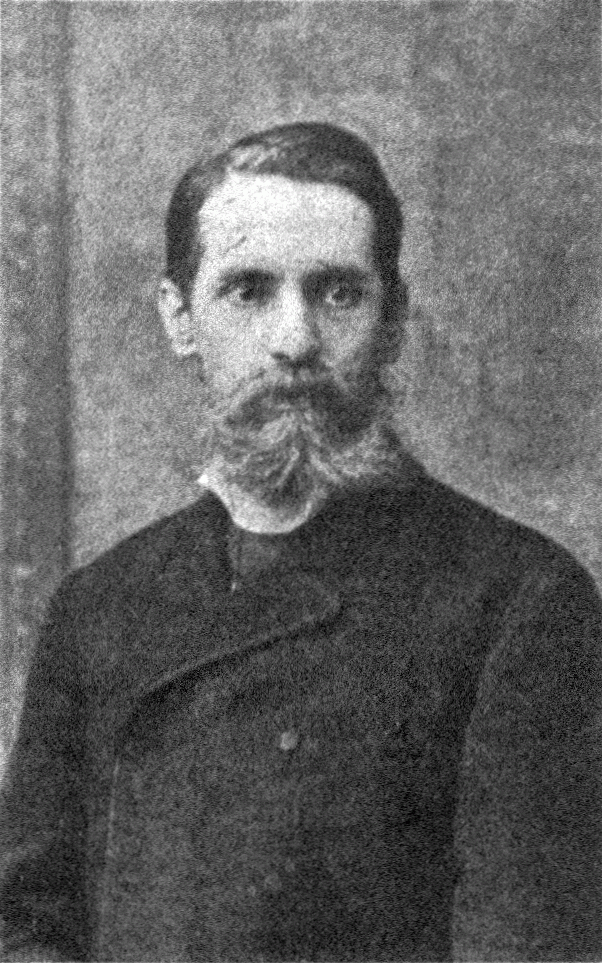
Felix Freiherr Pino von Friedenthal 1906

Felix Pino Freiherr (Baron) von Friedenthal (n. 14 octombrie 1825, Viena - d. 14 aprilie 1906, Sankt Ruprecht, Carintia) a fost un om politic și funcționar superior austriac.
Felix Pino a frecventat cursurile de la Schottengymnasium din Viena și apoi a studiat dreptul la Universitatea din Viena (1845-1848). El a intrat în serviciul guvernului în 1849 și a fost angajat la Tribunalul Penal din Graz și apoi la Autoritatea Maritimă Centrală din Trieste. În perioadele 4 octombrie 1870 - 8 iulie 1874 și 14 februarie 1887 - 1 august 1890 a îndeplinit funcția de guvernator al Bucovinei (Landespräsident).
În perioada 4 octombrie 1870 - 8 iulie 1874, Felix Pino von Friedenthal a îndeplinit funcția de guvernator (Landespräsident) al Bucovinei. El a fost ales în 1870 ca deputat liberal în Dieta Bucovinei și în 1871 în Consiliul Imperial (Reichsrat) al Austriei. Este transferat apoi ca guvernator al Litoralului austriac (Küstenland) (1874-1879) și al Austriei Superioare (1879-1881). 
Între anii 1881-1886 a fost ministru al comerțului din Cisleithania în guvernul condus de Taaffe. În această calitate, s-a preocupat în principal de organizarea Căilor Ferate Austriece Cezaro-Crăiești și de introducerea Băncii de economii Postsparkasse.
Felix Pino von Friedenthal revine apoi în funcția de guvernator (Landespräsident) al Bucovinei (14 februarie 1887 - 1 august 1890).